# Église Saint-Symphorien de Treigny
Pour les articles homonymes, voir Saint-Symphorien.
L'église Saint-Symphorien de Treigny est située à Treigny dans le département de l'Yonne, en France.

## Description
Surnommée « cathédrale de la Puisaye », l'église Saint-Symphorien, gothique, date du XVe siècle.

## Historique
L'édifice est classé au titre des monuments historiques en 1939.